# The Great Ziegfeld
The Great Ziegfeld is een Amerikaanse film uit 1936 onder regie van Robert Z. Leonard. Destijds werd de film in Nederland uitgebracht onder de titels Ziegfeld en Ziegfeld, de revuekoning. De film gaat over het leven van Florenz Ziegfeld, de grondlegger van de Ziegfeld Follies.

## Verhaal
De film speelt zich af in Chicago in 1893. Florenz 'Flo' Ziegfeld Jr. is de zoon van een bekende muzikant. Hij groeide op in de bovenklasse en er werd hem altijd voorgeschreven wat zijn hobby's en culturele smaak zijn. Flo heeft echter enkel interesse in de showbusiness en staat ingeschreven bij een conservatorium. Wanneer hij de bodybuilder Eugen Sandow promoot, krijgt hij te maken met zijn eerste slag als zijn tour een flop blijkt. Hij denkt dat Sandow meer succes zal hebben in Europa en reist naar die continent om daar een show te organiseren. Onderweg komt hij op de boot een oude vriend en rivaal Jack Billings tegen.
Jack wil niet dat Flo erachter komt dat hij op weg is naar Londen om de Franse zangeres Anna Held een contract aan te bieden. Als Flo al zijn geld verliest in Monte Carlo, reist hij ook naar Londen. Hier wordt hij op de hoogte gesteld van Anna's talenten. Jack geeft hem geld om weg te gaan, maar dit gebruikt hij om orchideeën voor haar te kopen. Hij verleidt haar en weet haar ervan te overtuigen voor hem te werken. Anna blijkt echter niet de sensatie te zijn dat hij verwachtte. Ze wordt echter van de ene op de andere dag de grootste ster van Broadway, wanneer een roddel wordt verspreid dat ze elke dag een bad neemt in melk om haar huid jong te houden.
Flo en Anna besluiten op een gegeven moment te trouwen. Flo wil zijn shows nog groter en spectaculairder maken en spendeert al zijn tijd in het zoeken van nieuwe ideeën. Dit gaat uiteindelijk ten koste van zijn huwelijk. Hij opent uiteindelijk een zeer succesvolle show, die de naam Ziegfeld Follies krijgt. Dit optreden bevat honderden aantrekkelijke jongedames, die allemaal de bijnaam Glorified Girl krijgen. Audrey Dane is een van de dames, een jonge opportunist. Flo voelt zich tot haar aangetrokken en probeert een grote doorbraak voor haar te regelen. Haar alcoholisme weerhoudt haar er echter van door te breken als ster. Als haar carrière op Broadway geen succes blijkt te hebben, vervreemdt ze zich van Flo.
Hoewel Flo en Audrey al snel uit elkaar gaan, zoenen ze nog voor een laatste keer. Ze worden samen betrapt door Anna, die hem verlaat en een scheiding aanvraagt. Flo kan de breuk moeilijk verwerken en verliest zijn interesse in vrouwen. Hier komt een verandering aan wanneer hij Billie Burke ontmoet, een ster op Broadway. Haar producent wil niet dat ze omgaat met Flo, maar ze spreken stiekem af en trouwen uiteindelijk. Een dag na hun bruiloft, wordt Flo gebeld door Anna. Zij feliciteert hem en doet alsof ze gelukkig voor hem is. Later vertrouwt ze haar dienstmeid toe dat ze het geen goed nieuws vindt, omdat ze naar eigen zeggen enkel een scheiding aanvroeg zodat Flo kon inzien dat hij haar niet wil verliezen.
Er gaan enkele jaren voorbij. Flo en Billie hebben een succesvol huwelijk en breiden hun gezin uit als ze bevalt van dochter Patricia. Hij besteedt echter te veel geld aan overbodige luxe en investeert een aanzienlijk bedrag in zijn voorstellingen. Dit resulteert erin dat hij te maken krijgt met financiële problemen. Wanneer hij enkele mannen hoort zeggen dat hij nooit meer een succesvolle voorstelling op Broadway zal maken, belooft hij hen het tegendeel. Hij komt zijn beloftes na en zijn volgende shows worden allemaal een grote hit. Zijn financiële problemen lijken voorbij te zien, totdat hij wordt getroffen door de beurskrach van 1929. Hij is inmiddels een oude en zieke man en komt uiteindelijk om het leven.

## Rolverdeling
| Acteur          | Personage        |  |
| --------------- | ---------------- |  |
| William Powell  | Florenz Ziegfeld |  |
| Myrna Loy       | Billie Burke     |  |
| Luise Rainer    | Anna Held        |  |
| Frank Morgan    | Jack Billings    |  |
| Fannie Brice    | Zichzelf         |  |
| Virginia Bruce  | Audrey Dane      |  |
| Reginald Owen   | Sampston         |  |
| Ray Bolger      | Zichzelf         |  |
| Ernest Cossart  | Sidney           |  |
| Joseph Cawthorn | Dokter Ziegfeld  |  |
| Nat Pendleton   | Eugen Sandow     |  |
| Harriet Hoctor  | Zichzelf         |  |

## Productie
William Anthony McGuire, een vriend van Ziegfeld, begon met het schrijven van het scenario in 1933. In juni 1934 werd aangekondigd in een blad dat Ziegfelds achttienjarige dochter Patricia hem zou helpen bij de voorbereidingen. In deze periode diende Billie Burke als de consultante van de filmmakers. Er werd gepland dat de opnamen in januari 1935 zouden beginnen onder regie van Edward Sutherland.
Het project werd echter vertraagd. In februari 1935 was er al $250.000 uitgegeven aan de voorbereidingen. De prijzen liepen to hoog op voor de filmstudio Universal Studios en de filmrechten werden uiteindelijk overgenomen door Metro-Goldwyn-Mayer. Op dat moment was William Powell al gekozen in de hoofdrol. Hij kreeg de rol persoonlijk aangeboden van Burke. Hij had een contract bij MGM, maar werd uitgeleend aan Universal om er te spelen in The Great Ziegfeld. Nadat deze uiteindelijk werd gekocht door MGM, werd besloten dat Powell voor Universal in de film My Man Godfrey (1936) moest spelen. Sutherland trok zich in maart 1935 terug als regisseur. Hoewel voor een korte periode werd gedacht dat George Cukor de regie op zich zou nemen, kreeg Robert Z. Leonard deze taak.
De acteurskeuze verliep moeizaam. Hoewel Powell al een tijd was aangesteld als de hoofdrolspeler, was er nog niemand gevonden voor de rol van Burke. Margaret Perry en Jean Chatburn legden allebei een screentest af en kwamen in aanmerking voor de rol, totdat Myrna Loy deze in oktober 1935 kreeg. Luise Rainer kreeg niet veel later de rol van Anna Held. Zij had op dat moment nog nooit gehoord van de Franse zangeres.

## Ontvangst
De film werd een enorm succes. Bij de uitbrengst was het de recordhouder voor de langste film ooit. Het bracht uiteindelijk wereldwijd $4.763.000 op. Louis B. Mayer, eigenaar van MGM, was razend enthousiast over de populariteit van de film en organiseerde uiteindelijk een groot feest in het Ambassador Hotel om dit te vieren. Het werd ook positief ontvangen door critici. Zo gaf het dagblad The New York Times alle lof aan de acteurs. Ook het tijdschrift Variety prees de acteurs n noemde de film een "reïncarnatie van het theater".
In Nederland werd de film in januari 1937 uitgebracht. Enkel personen boven de 18 jaar mochten de film bezoeken, omdat het werd beschouwd als een "revue-musical" en dit niet geschikt zou zijn voor kinderen. Later werd het door de keuring verlaagd naar "14 jaar en ouder", met als volgende toelichting:

Volgens vertegenwoordiger filmmaatschappij geen revue-film. Door boven 18 impliceert dit dat wel. Shows bijzaak, gaat om verhaal Ziegfeld en zijn relaties met vrouwen.

Daarbij werd vermeld dat alle "pikante scènes" verwijderd moesten worden.

## Prijzen
- Luise Rainer ontving een Academy Award voor Beste Actrice.
- Producent Hunt Stromberg ontving een Academy Award voor Beste Film.
- Seymour Felix ontving een Academy Award voor Beste Dansdirectie.